# João Ventura
João Pedro Ventura Medeiros, hay João Ventura (sinh ngày 14 tháng 1 năm 1994) là một cầu thủ bóng đá người Bồ Đào Nha thi đấu cho Ideal SC ở vị trí tiền đạo.

## Sự nghiệp bóng đá
Sinh ra ở Rosário, Lagoa (Azores), Ventura bắt đầu chơi bóng với đội bóng địa phương Operário, gia nhập hệ thống trẻ lúc 9 tuổi và có màn ra mắt năm 2011 tại hạng ba. Năm sau đó, anh ký hợp đồng với đội láng giềng Santa Clara, chỉ có 3 lần ra sân trong mùa giải ra mắt (38 phút thi đấu).